# 史記
『史記』（しき）は、中国前漢の武帝の時代に司馬遷によって編纂された歴史書である。二十四史の一つで、正史の第一に数えられる。計52万6千5百字。著者自身が名付けた書名は『太史公書』（たいしこうしょ）であるが、後世に『史記』と呼ばれるようになるとこれが一般的な書名とされるようになった。
二十四史の中でも『漢書』と並んで最高の評価（史漢）を得ており、単に歴史的価値だけではなく文学的価値も高く評価されている。
日本でも古くから読まれており、元号の出典として12回採用されている。

## 成立

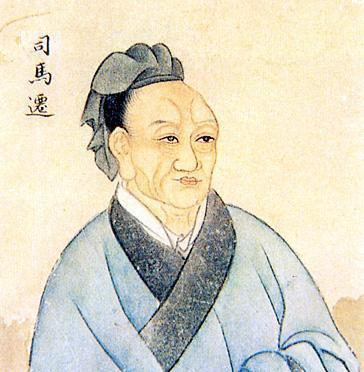
司馬遷

司馬遷の家系は、代々「太史公」（太史令）という史官に従事し、天文・暦法・占星や、歴史記録の保管・整備に当たっていた。特に父の司馬談は、史官として記録の整理に当たるだけではなく、それを記載・論評し、自分の著書とする計画を持っていた。しかし、司馬談はその事業を終えることなく死去し、息子の司馬遷に自分の作業を継ぐように遺言した。
父の死後3年目に、司馬遷も太史令となり、史官の残した記録や宮廷の図書館に秘蔵された書物を読み、資料を集めた。太初元年（紀元前108年）には、太初暦の改定作業に携わり、この頃に『史記』の執筆を開始した。のち、天漢3年（紀元前98年）、司馬遷は匈奴に投降した友人の李陵を弁護したため武帝に激怒され、宮刑に処される。こうした屈辱を味わいながらも司馬遷は執筆を続け、征和年間（紀元前92～89年）に至って完成した。
『史記』を執筆する意図について、司馬遷は父の言葉を引用し以下のように述べている。
加えて、司馬遷は当時の春秋公羊学の領袖である董仲舒の説を敷衍して孔子の『春秋』執筆の目的を論じている。
ここに示された「空言」より「行事」を重視する態度は、『史記』に継承された。また司馬遷は、自分の著作は『春秋』の周王朝称賛に倣い、漢帝国の盛世を顕彰するものであるとも述べている。『史記』執筆の最大の目的は漢代史の記述にあり、それによって同時代である漢帝国の歴史的意義を宣揚することにあった。

### 司馬遷が用いた資料
概ね、『史記』の西周以前の部分については『書経』、春秋時代については『春秋』経伝（特に『春秋左氏伝』）を最大の取材源としており、現存する先行文献から重なる部分を確認できる場合が多い。例えば「周本紀」の場合であれば、古くから伝えられた系譜資料のほか、『書経』『尚書大伝』『詩経』『大戴礼記』『礼記』『国語』『孟子』『韓非子』『呂氏春秋』『淮南子』などを利用したと考えられる。各国の戦国時代の記述については『史記』にのみ見える情報が多く、様々な資料を組み合わせて相当な労力のもと作られたと考えられる。
司馬遷は、宮廷に秘蔵されていた文献のほかに、自ら広く周遊して収集した各種資料に基づいて『史記』を編纂した。この周遊は、関中から江陵（楚の故都の郢）、長江流域、斉魯地域、さらに大梁の廃墟（魏の故都）、洛陽を回ったもの。『史記』では、これらの旅行の際の見聞が紹介されることがある上に、更にその知見をもとに文献伝承の真偽検証をしている場合もある。

### 後世の加筆
『史記』は司馬遷の死後も加筆・修正が盛んに試みられた。劉知幾は、補続した学者として劉向・劉歆・揚雄ら15人の名前を挙げる。特に補続者として著名なのは褚少孫で、陳渉世家・外戚世家・滑稽列伝などに見える「褚先生曰」以下はその修補の部分である。
また、三皇時代について書かれた「三皇本紀」は、司馬遷が書いたものではなく、唐代に司馬貞が加筆したものである。司馬貞は合わせて「史記序」を制作し、巻頭に附した。

## 内容

### 全体の構成
『史記』は、「本紀」12篇、「表」10篇、「書」8篇、「世家」30篇、「列伝」70篇の計130篇からなる。
1. 本紀 - 帝王の記録で、主権者の交代を年代順に記したもの[23]。
2. 表 - 歴史事実を簡略化し、表で示したもの[23]。
3. 書 - 政治に関する特殊なテーマごとに、記事を整理したもの[23]。
4. 世家 - 諸侯の記録をその一族ごとに記したもの[23]。
5. 列伝 - 各分野に活躍した人物の行いを記したもの[24]。

「本紀」と「列伝」から成るこの形式は「紀伝体」と呼ばれ、中国の歴史書の模範とされた。なお、司馬遷の「報任少卿書」には「十表、本紀十二、書八章、世家三十、列伝七十」という文章があり、「表」が冒頭に置かれていた可能性もある。
『史記』が対象とする時代は、伝説時代である五帝の黄帝から、前漢の武帝までであり、その記述は中国古代史研究において最も基本的な資料であるとされている。また、「列伝」の末尾には司馬遷の自序である「太史公自序」が附され、司馬氏一族の歴史や、彼が『史記』の執筆に至った経緯・背景を述べている。

### 目録

#### 本紀
|                    | 題         | 内容   |
| ------------------ | ---------- | ------ |
| 卷1 第1 五帝本紀   | 五帝本紀   | 五帝   |
| 卷2 第2 夏本紀     | 夏本紀     | 夏     |
| 卷3 第3 殷本紀     | 殷本紀     | 殷     |
| 卷4 第4 周本紀     | 周本紀     | 周     |
| 卷5 第5 秦本紀     | 秦本紀     | 秦     |
| 卷6 第6 秦始皇本紀 | 秦始皇本紀 | 始皇帝 |
| 卷7 第7 項羽本紀   | 項羽本紀   | 項羽   |
| 卷8 第8 高祖本紀   | 高祖本紀   | 劉邦   |
| 卷9 第9 呂太后本紀 | 呂太后本紀 | 呂雉   |
| 卷10 第10 孝文本紀 | 孝文本紀   | 文帝   |
| 卷11 第11 孝景本紀 | 孝景本紀   | 景帝   |
| 卷12 第12 孝武本紀 | 孝武本紀   | 武帝   |

#### 表
1. 三代世表
2. 十二諸侯年表
3. 六国年表
4. 秦楚之際月表
5. 漢興以来諸侯年表
6. 高祖功臣侯者年表
7. 恵景間侯者年表
8. 建元以来侯者年表
9. 建元以来王子年表
10. 漢興以来将相名臣年表

#### 書
1. 礼書
2. 楽書
3. 律書
4. 暦書
5. 天官書
6. 封禅書
7. 河渠書
8. 平準書

#### 世家
|                        | 題           | 内容                                             |
| ---------------------- | ------------ | ------------------------------------------------ |
| 卷31 第01 吳太伯世家   | 呉太伯世家   | 呉                                               |
| 卷32 第02 齊太公世家   | 斉太公世家   | 姜斉                                             |
| 卷33 第03 魯周公世家   | 魯周公世家   | 魯                                               |
| 卷34 第04 燕召公世家   | 燕召公世家   | 燕                                               |
| 卷35 第05 管蔡世家     | 管蔡世家     | 管・蔡・曹                                       |
| 卷36 第06 陳杞世家     | 陳杞世家     | 陳・杞                                           |
| 卷37 第07 衛康叔世家   | 衛康叔世家   | 衛                                               |
| 卷38 第08 宋微子世家   | 宋微子世家   | 宋                                               |
| 卷39 第09 晉世家       | 晋世家       | 晋                                               |
| 卷40 第10 楚世家       | 楚世家       | 楚                                               |
| 卷41 第11 越王勾踐世家 | 越王勾践世家 | 勾践                                             |
| 卷42 第12 鄭世家       | 鄭世家       | 鄭                                               |
| 卷43 第13 趙世家       | 趙世家       | 趙                                               |
| 卷44 第14 魏世家       | 魏世家       | 魏                                               |
| 卷45 第15 韓世家       | 韓世家       | 韓                                               |
| 卷46 第16 田敬仲完世家 | 田敬仲完世家 | 田斉                                             |
| 卷47 第17 孔子世家     | 孔子世家     | 孔子                                             |
| 卷48 第18 陳涉世家     | 陳渉世家     | 陳勝・呉広                                       |
| 卷49 第19 外戚世家     | 外戚世家     | 外戚について                                     |
| 卷50 第20 楚元王世家   | 楚元王世家   | 劉交（劉邦の血族で王侯に封じられたものについて） |
| 卷51 第21 荊燕世家     | 荊燕世家     | 劉賈・劉沢                                       |
| 卷52 第22 齊悼惠王世家 | 斉悼恵王世家 | 劉肥（漢の諸侯王としての斉について）             |
| 卷53 第23 蕭相國世家   | 蕭相国世家   | 蕭何                                             |
| 卷54 第24 曹相國世家   | 曹相国世家   | 曹参                                             |
| 卷55 第25 留侯世家     | 留侯世家     | 張良                                             |
| 卷56 第26 陳丞相世家   | 陳丞相世家   | 陳平                                             |
| 卷57 第27 絳侯周勃世家 | 絳侯周勃世家 | 周勃                                             |
| 卷58 第28 梁孝王世家   | 梁孝王世家   | 劉武（漢の諸侯王としての梁について）             |
| 卷59 第29 五宗世家     | 五宗世家     | 景帝の子について                                 |
| 卷60 第30 三王世家     | 三王世家     | 武帝の子（劉閎・劉旦・劉胥）について             |

#### 列伝
|                           | 題             | 内容 |
| ------------------------- | -------------- | --- |
| 卷061 第01 伯夷列傳       | 伯夷列伝       | 伯夷・叔斉 |
| 卷062 第02 管晏列傳       | 管晏列伝       | 管夷吾・晏嬰 |
| 卷063 第03 老子韓非列傳   | 老子韓非列伝   | 老子・韓非 |
| 卷064 第04 司馬穰苴列傳   | 司馬穰苴列伝   | 司馬穰苴 |
| 卷065 第05 孫子吳起列傳   | 孫子呉起列伝   | 孫武・孫臏・呉起 |
| 卷066 第06 伍子胥列傳     | 伍子胥列伝     | 伍員 |
| 卷067 第07 仲尼弟子列傳   | 仲尼弟子列伝   | 孔門十哲他77人 |
| 卷068 第08 商君列傳       | 商君列伝       | 商鞅 |
| 卷069 第09 蘇秦列傳       | 蘇秦列伝       | 蘇秦 |
| 卷070 第10 張儀列傳       | 張儀列伝       | 張儀 |
| 卷071 第11 樗里子甘茂列傳 | 樗里子甘茂列伝 | 樗里疾・甘茂 |
| 卷072 第12 穰侯列傳       | 穰侯列伝       | 魏冄 |
| 卷073 第13 白起王翦列傳   | 白起王翦列伝   | 白起・王翦 |
| 卷074 第14 孟子荀卿列傳   | 孟子荀卿列伝   | 孟子・荀子 |
| 卷075 第15 孟嘗君列傳     | 孟嘗君列伝     | 孟嘗君 |
| 卷076 第16 平原君虞卿列傳 | 平原君虞卿列伝 | 平原君・虞卿 |
| 卷077 第17 魏公子列傳     | 魏公子列伝     | 信陵君 |
| 卷078 第18 春申君列傳     | 春申君列伝     | 春申君 |
| 卷079 第19 范雎蔡澤列傳   | 范雎蔡沢列伝   | 范雎・蔡沢 |
| 卷080 第20 樂毅列傳       | 楽毅列伝       | 楽毅 |
| 卷081 第21 廉頗藺相如列傳 | 廉頗藺相如列伝 | 廉頗・藺相如・趙奢・李牧                                                                                                   |
| 卷082 第22 田單列傳       | 田単列伝       | 田単・王蠋 |
| 卷083 第23 魯仲連鄒陽列傳 | 魯仲連鄒陽列伝 | 魯仲連・鄒陽 |
| 卷084 第24 屈原賈生列傳   | 屈原賈生列伝   | 屈平・賈誼 |
| 卷085 第25 呂不韋列傳     | 呂不韋列伝     | 呂不韋 |
| 卷086 第26 刺客列傳       | 刺客列伝       | 曹沬・専諸・豫譲・聶政・荊軻                                                                                               |
| 卷087 第27 李斯列傳       | 李斯列伝       | 李斯 |
| 卷088 第28 蒙恬列傳       | 蒙恬列伝       | 蒙恬 |
| 卷089 第29 張耳陳餘列傳   | 張耳陳余列伝   | 張耳・陳余 |
| 卷090 第30 魏豹彭越列傳   | 魏豹彭越列伝   | 魏豹・彭越 |
| 卷091 第31 黥布列傳       | 黥布列伝       | 英布 |
| 卷092 第32 淮陰侯列傳     | 淮陰侯列伝     | 韓信 |
| 卷093 第33 韓信盧綰列傳   | 韓信盧綰列伝   | 韓王信・盧綰 |
| 卷094 第34 田儋列傳       | 田儋列伝       | 田儋 |
| 卷095 第35 樊酈滕灌列傳   | 樊酈滕灌列伝   | 樊噲・酈商・夏侯嬰・灌嬰                                                                                                   |
| 卷096 第36 張丞相列傳     | 張丞相列伝     | 張蒼 |
| 卷097 第37 酈生陸賈列傳   | 酈生陸賈列伝   | 酈食其・陸賈 |
| 卷098 第38 傅靳蒯成列傳   | 傅靳蒯成列伝   | 傅寛・靳歙・周緤 |
| 卷099 第39 劉敬叔孫通列傳 | 劉敬叔孫通列伝 | 劉敬・叔孫通 |
| 卷100 第40 季布欒布列傳   | 季布欒布列伝   | 季布・欒布 |
| 卷101 第41 袁盎鼂錯列傳   | 袁盎鼂錯列伝   | 袁盎・鼂錯 |
| 卷102 第42 張釋之馮唐列傳 | 張釈之馮唐列伝 | 張釈之・馮唐 |
| 卷103 第43 萬石張叔列傳   | 萬石張叔列伝   | 石奮・張欧 |
| 卷104 第44 田叔列傳       | 田叔列伝       | 田叔 |
| 卷105 第45 扁鵲倉公列傳   | 扁鵲倉公列伝   | 扁鵲・太倉公 |
| 卷106 第46 吳王濞列傳     | 呉王濞列伝     | 劉濞 |
| 卷107 第47 魏其田蚡列傳   | 魏其武安侯列伝 | 竇嬰・田蚡 |
| 卷108 第48 韓長孺列傳     | 韓長孺列伝     | 韓安国 |
| 卷109 第49 李將軍列傳     | 李将軍列伝     | 李広 |
| 卷110 第50 匈奴列傳       | 匈奴列伝       | 匈奴・中行説 |
| 卷111 第51 衛將軍驃騎列傳 | 衛将軍驃騎列伝 | 衛青・霍去病 |
| 卷112 第52 平津侯主父列傳 | 平津侯主父列伝 | 公孫弘・主父偃 |
| 卷113 第53 南越列傳       | 南越列伝       | 南越 |
| 卷114 第54 東越列傳       | 東越列伝       | 東越（閩越・東甌） |
| 卷115 第55 朝鮮列傳       | 朝鮮列伝       | 衛氏朝鮮 |
| 卷116 第56 西南夷列傳     | 西南夷列伝     | 夜郎など |
| 卷117 第57 司馬相如列傳   | 司馬相如列伝   | 司馬相如 |
| 卷118 第58 淮南衡山列傳   | 淮南衡山列伝   | 淮南王劉安 |
| 卷119 第59 循吏列傳       | 循吏列伝       | 孫叔敖・子産・公儀休・石奢・李離                                                                                           |
| 卷120 第60 汲鄭列傳       | 汲鄭列伝       | 汲黯・鄭当時 |
| 卷121 第61 儒林列傳       | 儒林列伝       | 申公・轅固生・韓生・伏生・董仲舒・胡毋生                                                                                   |
| 卷122 第62 酷吏列傳       | 酷吏列伝       | 当時、厳しく法を適用して民を治めた人々（酷吏）。侯封・郅都・寧成・周陽由・趙禹・張湯・義縦・王温舒・尹斉・楊僕・減宣・杜周 |
| 卷123 第63 大宛列傳       | 大宛列伝       | 大宛（フェルガナ） |
| 卷124 第64 游俠列傳       | 游侠列伝       | 朱家・田仲・王公・劇孟・郭解                                                                                               |
| 卷125 第65 佞幸列傳       | 佞幸列伝       | 鄧通・韓嫣・李延年 |
| 卷126 第66 滑稽列傳       | 滑稽列伝       | 淳于髠・優孟・優旃・西門豹                                                                                                 |
| 卷127 第67 日者列傳       | 日者列伝       | 卜者司馬季主 |
| 卷128 第68 龜策列傳       | 亀策列伝       | 占卜の方法について |
| 卷129 第69 貨殖列傳       | 貨殖列伝       | 商人について 范蠡・子貢が商人としても成功した逸話を記述。                                                                  |
| 卷130 第70 太史公自序     | 太史公自序     | 司馬遷の自伝 |

### 主な注釈

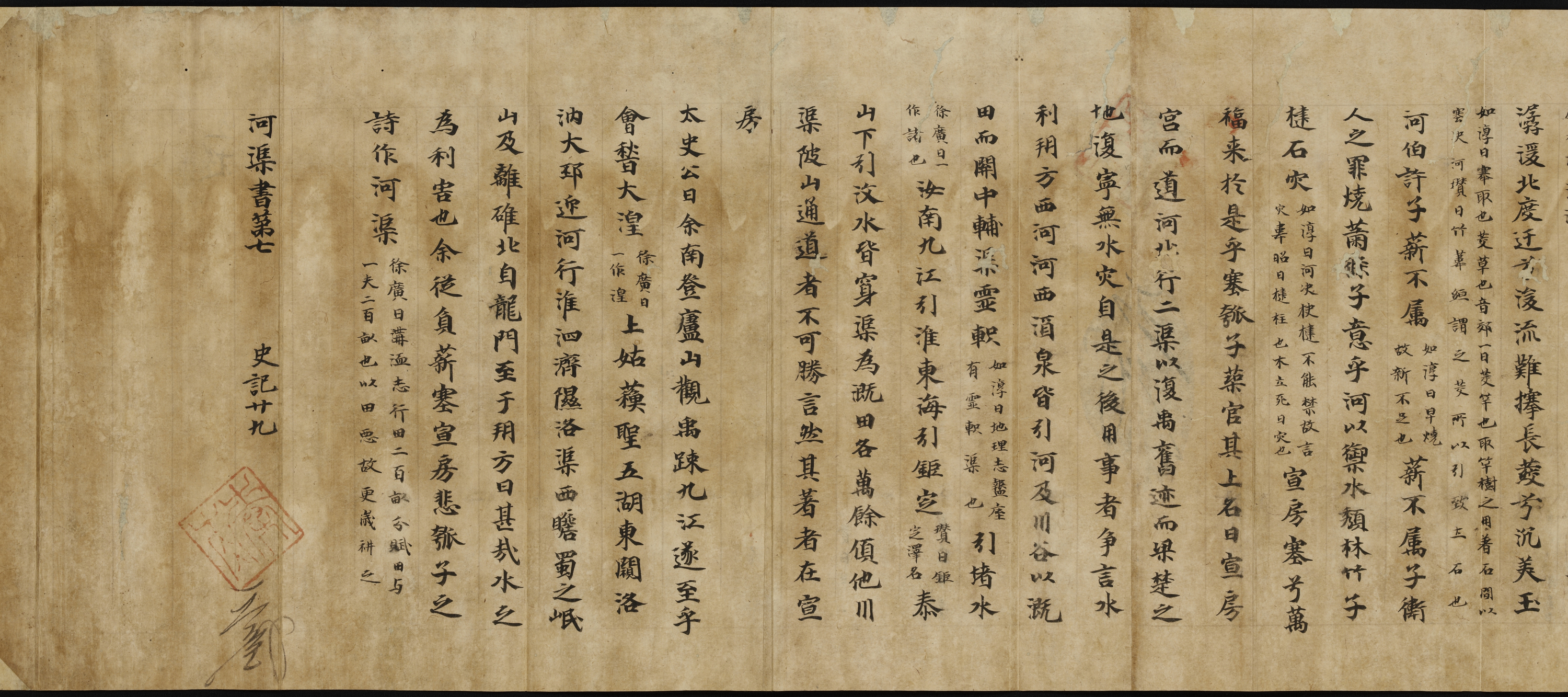
『史記』巻第二十九「河渠書」第七の残巻。唐写本。東京国立博物館所蔵。

『史記』には古来から多くの注釈が作られ、その中でも著名なものは以下の「三家注」である。これらの注釈は当初は単行していたが、現在では『史記』の本文にこれら三注を合刻したものが用いられる。
- 南朝宋の裴駰による『史記集解』
- 唐の司馬貞による『史記索隠』
- 唐の張守節による『史記正義』

他に、以下の例がある。
- 明の凌稚隆撰、李光縉増補の『史記評林』 - 『史記』本編、三家注のほか、諸家の解説をあわせたもの。
- 日本の瀧川資言による『史記会注考証』- 水沢利忠『史記会注考証校補』がよく併用される。

## 思想的背景

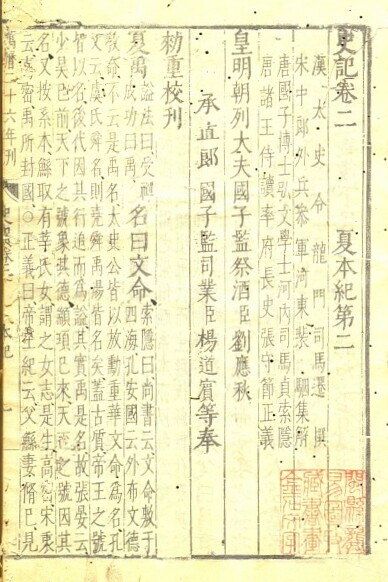
『史記』（明万暦二十六年北監刊本）
附裴駰集解、司馬貞索隠、唐張守節正義

司馬談は、武帝による儒教の官学化以前の人物であり、道家思想が盛んな気風の中で学問を受け、楊何に師事して『易』を修めた経験もあった。彼の「六家要旨」では、道家思想を最も高く評価しており、これを中心に諸学の統一を図ろうと考えていたことが分かる。司馬遷が『史記』を著す意図の一つには、この父の考えを継ぐこともあった。『史記』は、道家思想を基調とする諸学の統合を史書の形式で実現するという一面を有していた。
こうした背景のもと、『史記』列伝の冒頭の「伯夷列伝」で、司馬遷は「天道是か非か」という問いを発している。この問いは、清廉潔白な人である伯夷は飢え死にし、孔子最愛の賢者である顔回は早逝したにも拘わらず、大盗人の蹠は天寿を全うしたことに対して、「天道」を楽観的に信頼してもよいものか、という切実なものであった。また、ここには司馬遷自身が、李陵事件において公正な発言をしながら宮刑と言う屈辱を受けたことに対する含意も見受けられる。
また、司馬遷は歴史の実態に即して記述することを重んじている。例えば、項羽は皇帝や君主ではなく、またその覇権も五年に過ぎなかったため無視できる存在であったが、秦の始皇帝から漢の高祖に至る実権の流れを説明するためには必要であり、「本紀」の一つに立てられている。また、皇帝である恵帝を本紀から外し、その間に実権を握っていた呂后のために「呂后本紀」を立てたのも同じ例である。
叙述の対象は王侯が中心であるものの、遊侠や富豪など政治勢力から独立した存在の「游侠列伝」や「貨殖列伝」、暗殺者の伝記である「刺客列伝」など、権力から距離を置いた人物についての記述も多い。また、武帝の外戚の間での醜い争いを描いた「魏其武安侯列伝」や、男色やおべっかで富貴を得た者たちの「佞幸列伝」、法律を振りかざし人を厳しく取り締まった「酷吏列伝」、逆に法律に照らし合わせて正しく人を導いた「循吏列伝」、為政者を巧みに弁舌で諫める人々を記した「滑稽列伝」など、安易な英雄中心の歴史観に偏らない多様な視点も保たれている。

## 後世の評価

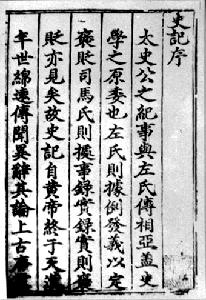
史記の一頁目

### 『漢書』との関係
後漢に編纂された班固の『漢書』は、『史記』の踏襲と批判の上に成り立っており、後世の『史記』評価の原点となった。班彪・班固父子は、『史記』を以下の観点から批判している。
1. 儒教の経・伝に拠りつつも、それ以外の学派に由来する内容を含んでおり、相互矛盾もある[34]。
2. 黄老思想を儒教より優先し、儒教的価値観では批判されるはずの游俠・貨殖を称賛する[34]。
3. 項羽・陳渉を押し上げて、淮南・衡山を退けたこと[34]。
4. 司馬相如は本貫を郡県まで記し、字を記すのに、高祖の功臣である蕭何・曹参・陳平や、同時代人の董仲舒については、本貫の郡県や字を記さないといった不統一がある[34]。

これ以後、『史記』と『漢書』はよく対比されながら論じられることになり、後世の評価に大きな影響を与えた。例えば、蜀漢の譙周は、「史書の編纂は経書にのみ依拠すべきであるのに、『史記』は諸子百家の説を用いた」と非難すると、『古史考』25篇を著し、経典の所説を遵奉して、『史記』の誤謬を正すものとした。劉勰の『文心雕龍』では、女性を本紀に立てたことが非難されている。
三国時代には、『史記』と『漢書』は「史漢」と併称されるようになり、これに『東観漢記』を加えて「三史」と称されることもあった。ただし、旧中国においては、『史記』よりも『漢書』が圧倒的に優勢であり、『隋書』経籍志の記録によれば『漢書』に比べて『史記』の注釈は非常に少ない。

### 本文の信頼性
現存する『史記』の完本は南宋の慶元2年（1196年）のものが最古であり、これが司馬遷の原作にどの程度忠実かは大きな問題である。
唐代の作である「三皇本紀」は別にしても、太史公自序にいう「今上本紀」が今の『史記』には見えず、かわりに「孝武本紀」があるが、これが後世の補作であることは明らかである。それ以外の巻にも司馬遷が使ったはずのない「孝武」「武帝」の語が散見する。それどころか「建元以来侯者年表」「外戚世家」「三王世家」「屈原賈生列伝」には昭帝まで言及されている。とくに「漢興以来将相年表」は司馬遷のずっと後の鴻嘉元年（紀元前20年）まで記している。
『漢書』司馬遷伝によると、班固の見た『史記』は130巻のうち10巻は題だけで本文がなかった。現行本は130巻全部がそろっているので、後漢以降に誰かが補ったということになる。張晏によると、欠けていたのは「孝景本紀・孝武本紀・礼書・楽書・兵書・漢興以来将相年表・三王世家・日者列伝・亀策列伝・傅靳蒯成列伝」であるという。『史記』太史公自序の『索隠』は、このうち兵書は補われず、かわりに律書を加えたとする。

### 文学的価値
歴史叙述をするための簡潔で力強い書き方が評価され、「文の聖なり」「老将の兵を用いるがごとし」と絶賛されたこともある。特に「項羽本紀」は名文として広く知れ渡っている。
文体は巻によって相当異同があることも指摘されており、白川静は題材元の巧拙によって文体が相当左右されたのではないかと考えており、司馬遷自身の文学的才能には疑問を呈している。

### 歴史学的価値
正史として歴史的な事件についての基本的な情報となるほか、細かな記述から当時の生活や習慣が分かる部分も多い。特に「書」に記された内容は、前漢時代における世界観や政治経済、社会制度などについての重要な資料である。また、匈奴を始めとする周辺異民族や西域についての記述も、現在知られている地理や遺跡の発掘などから判明した当時の状況との整合性が高く、これらの地方の当時を知るための貴重な手がかりとなっている。また、秦始皇本紀における「始皇帝は自分の墓に近衛兵三千人の人形を埋めた」という記述についても、西安市の郊外の兵馬俑坑の発見で記述の正確さが証明されている。
一方で、『史記索隠』が引く『竹書紀年』などとの比較から年代矛盾などの問題点が度々指摘されている（例えば呉の王家の僚と闔閭の世代間の家系譜など）。宮崎市定は、『史記』には歴史を題材にした語り物・演出が取り込まれていることを指摘し、全てを実録とは信じられないとしている。小川環樹は、司馬遷は『戦国策』等の記述をだいぶ参照しているであろう、とその著書で指摘し、加藤徹も司馬遷が記した戦国七雄の兵力には多大に宣伝が入っているのではないかとしている。

## 日本における受容
『史記』の伝来時期は正確には判明していないが、聖徳太子の十七条憲法の典拠のひとつとして『史記』を挙げる見解がある。日本における『史記』の受容に関連する事跡を以下に例示する。

### 奈良時代
『続日本紀』巻29・神護景雲2年（768年）9月11日の条に、日向國宮埼郡の人・大伴人益が目の赤い白亀を瑞兆として献上した旨の記事がある。その際、人益は上奏文において『史記』巻128・龜策列伝の「神龜は天下の宝なり」以下のくだりを引用している。
また、『続日本紀』巻30・神護景雲3年（769年）10月10日の条に、称徳天皇が大宰府の「府庫は但だ五経を蓄えるのみ、未だ三史（『史記』・『漢書』・『後漢書』）の正本有らず。渉猟の人、其の道広からず。伏して乞うらくは、列代諸史、各一本を給わりて管内に伝習し、以て学業を興さん」との請に応じて『史記』から『晋書』までの歴代正史を下賜した旨の記事がある。

### 平安時代

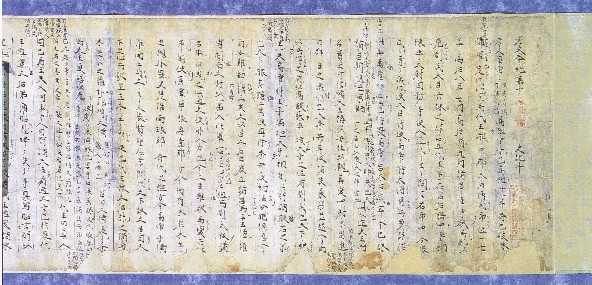
国宝 『史記孝文本紀第十』（東北大学所蔵）

平安時代には公私の各蔵書目録に『史記』があらわれた。藤原佐世が奉勅して寛平年間（889年 - 897年）に撰した『日本国見在書目録』に「『史記』八十巻・裴駰『集解』」が記載されている。なお藤原通憲（信西）の『通憲入道蔵書目録』にも史書のひとつとして「『史記索隠』上帙七巻・中帙十巻・下帙九巻」が挙げられている。
さらに、清少納言は『枕草子』で「ふみは文集。文選。新賦。史記五帝本紀。願文。表。博士の申文」と述べている。他方、紫式部は『源氏物語』で152箇所にわたり漢詩文を引用し、うち14箇所で『史記』を用いている。例えば、藤壷院が自身に降りかかる難を避けるべく出家を決意する場面で、劉邦の寵妃の戚夫人の「人彘」の逸話を藤壷院に連想させている（第10帖・「賢木」）。また、紀伝道の宗家とされた大江氏では、裴駰『集解』を基にした延久点に基づく訓点本が著された。

### 南北朝時代
『太平記』における中国故事の引用は62例あり、うち30話は『史記』を源泉とする説話である。『太平記』には呉越・楚漢の興亡に取材した部分が多く、殊に巻28・「漢楚戦之事付吉野殿被成綸旨事」では、『史記』巻7・項羽本紀を中心にして再構成した楚漢の戦いの描写に約9千字を費やしている。

### 室町時代
上杉憲実が文安3年（1446年）に足利学校の学規を定めて「三注・四書・六経・列・荘・老・史記・文選の外は学校において講ずべからず」とした。五山文学では桃源瑞仙や月舟寿桂が注釈書を著した。

### 江戸時代
元和2年（1616年）10月、徳川家康が駿府の文庫に蔵していた図書が家康の遺命により江戸城内・富士見の亭の文庫に一部移転された。その引継目録『御本日記』に「『史記』四十三冊・『史記抄』十四冊」がみえる。
また、徳川光圀が18歳の時に『史記』巻61・伯夷列伝を読んで感動したとの逸話が、光圀の伝記『義公行実』などに記されている。光圀らが編纂した『大日本史』は『史記』と同様の紀伝体の史書である。
なお、天皇が侍読に『史記』を進講させた記録が各時代の史料に散見される。また、日本に現存する最古の『史記』は、南宋時代に出版されて日本に渡ったとされる宋版本である。1195年～1201年に建安で刊行され、『建安黄善夫刊／于家塾之敬室』と刊記が残っている。妙心寺の僧侶である南化が所有していたが、直江兼続に譲り、その後米沢藩藩校「興譲館」で保管されていたものであり、宋版『漢書・後漢書』と共に現在は国宝となり国立歴史民俗博物館で保管されている。

## 史記にあらわれる故事成語
以下は初出を特記しない限り『史記』を原拠とするものである。
- 「酒池肉林」　巻3・殷本紀、巻123・大宛列伝。初出は『韓非子』喩老
- 「百発百中」　巻4・周本紀
- 「怨み骨髄に入る」　巻5・秦本紀
- 「鹿を馬となす」（「馬鹿」の語源という説がある）　巻6・秦始皇本紀
- 「先んずれば人を制す」　巻7・項羽本紀
- 「鴻門の会」　巻7・項羽本紀、巻8・高祖本紀、巻55・留侯世家、巻95・樊噲列伝
- 「四面楚歌」　巻7・項羽本紀
- 「雌雄を決す」　巻7・項羽本紀
- 「一敗、地に塗る」　巻8・高祖本紀
- 「左袒」　巻9・呂太后本紀、巻10・孝文本紀
- 「隗より始めよ」　巻34・燕召公世家。『戦国策』燕策
- 「唇破れて歯寒し」　巻39・晋世家、巻46・田敬仲完世家。初出は『春秋左伝』僖公五年
- 「宋襄の仁」　巻39・晋世家。初出は『韓非子』外儲説左上
- 「狡兎死して走狗煮らる」　巻41・越王勾践世家、巻92・淮陰侯列伝。初出は『韓非子』内儲説下
- 「臥薪嘗胆」　巻41・越王勾践世家（「嘗胆」のみ。「臥薪嘗胆」は『十八史略』春秋など）
- 「満を持す」　巻41・越王勾践世家
- 「王侯将相いずくんぞ種あらんや」　巻48・陳渉世家
- 「忠言耳に逆らい、良薬口に苦し」　巻55・留侯世家、巻108・淮南衡山列伝（『史記』では「毒薬」）。初出は『韓非子』外儲説左上
- 「立錐の地なし」　巻55・留侯世家
- 「天道是か非か」　巻61・伯夷列伝、巻63・老子韓非列伝
- 「管鮑の交わり」　巻62・管晏列伝。初出は『列子』力命
- 「屍を鞭打つ」　巻66・伍子胥列伝
- 「寧ろ鶏口となるとも牛後となるなかれ」　巻69・蘇秦列伝
- 「完璧」　巻81・廉頗藺相如列伝
- 「刎頸の交わり」　巻81・廉頗藺相如列伝、巻89・張耳陳余列伝、巻92・淮陰侯列伝
- 「奇貨居くべし」　巻85・呂不韋列伝
- 「士は己を知る者のために死す」　巻86・刺客列伝
- 「傍若無人」　巻86・刺客列伝
- 「断じて行えば鬼神もこれを避く」　巻87・李斯列伝
- 「将に将たり」　巻92・淮陰侯列伝
- 「匹夫の勇、婦人の仁」　巻92・淮陰侯列伝。「匹夫の勇」の初出は『孟子』梁恵王下
- 「国士無双」　巻92・淮陰侯列伝
- 「背水の陣」　巻92・淮陰侯列伝。初出は『尉繚子』天官
- 「敗軍の将、兵を語らず」　巻92・淮陰侯列伝
- 「智者も千慮必ず一失あり。愚者も千慮また一得あり」　巻92・淮陰侯列伝
- 「右に出ずる者なし」　巻104・田叔列伝
- 「流言蜚語」　巻107・魏其武安侯列伝
- 「桃李もの言わざれど下おのずから蹊（こみち）をなす」　巻109・李将軍列伝
- 「曲学阿世」　巻121・儒林列伝
- 「鳴かず飛ばず」　巻126・滑稽列伝・淳于髠
- 「謀（はかりごと）を帷幄（いあく）の中にめぐらし、勝ちを千里の外に決する」　巻130・太史公自序。張良の伝記で言及するものは『漢書』巻40・張良伝